# Isachne trachycaula
Isachne trachycaula är en gräsart som beskrevs av Jisaburo Ohwi. Isachne trachycaula ingår i släktet Isachne och familjen gräs. Inga underarter finns listade i Catalogue of Life.